# América Latina durante a Segunda Guerra Mundial
Durante a Segunda Guerra Mundial, uma série de mudanças econômicas, políticas e militares significativas ocorreram na América Latina. A guerra causou pânico considerável na região em relação à economia, já que grandes porções da economia da região dependiam do capital de investimento europeu, que foi fechado. 

A América Latina tentou permanecer neutra no início, mas os países em guerra estavam colocando em risco sua neutralidade. A fim de proteger melhor o Canal do Panamá, combater a influência do Eixo e otimizar a produção de bens para o esforço de guerra, os Estados Unidos, por meio de Lend-Lease e programas similares, expandiram muito seus interesses na América Latina, resultando em modernização em larga escala e uma grande impulso econômico para os países que participaram.  

Cartaz de propaganda mexicana: "Defendemos a Liberdade e lutamos por um mundo melhor", com retratos de Miguel Hidalgo, Benito Juárez, Francisco I. Madero e Manuel Ávila Camacho.

Estrategicamente, o Panamá era a nação latino-americana mais importante para os Aliados por causa do Canal do Panamá, que fornecia uma ligação entre os oceanos Atlântico e Pacífico, vital tanto para o comércio quanto para a defesa. O Brasil também foi de grande importância por ter o ponto nas Américas mais próximo da África, onde os Aliados estavam ativamente engajados na luta contra alemães e italianos. Para o Eixo, as nações do Cone Sul da Argentina e do Chile foram onde encontraram a maior parte de seu apoio, e o utilizaram ao máximo, interferindo em assuntos internos, conduzindo espionagem e distribuindo propaganda.   
O Brasil foi o único país a enviar tropas para o Teatro Europeu, foi fundamental no fornecimento de bases aéreas para o reabastecimento dos combatentes, e teve importante participação na campanha antissubmarina do Atlântico. Vários outros países também tiveram escaramuças com submarinos alemães e cruzadores no Caribe e no Atlântico Sul. O México enviou um esquadrão de caças de 300 voluntários para o Pacífico, o Escuadrón 201, conhecido como Aztec Eagles (Águilas Aztecas).
A ativa participação brasileira no campo de batalha da Europa foi almejada a partir da Conferência de Casablanca. O presidente dos Estados Unidos, Franklin D. Roosevelt, na volta do Marrocos, encontrou-se com o presidente do Brasil, Getúlio Vargas, em Natal, Rio Grande do Norte. Essa reunião ficou conhecida como Conferência do Potengi e definiu a criação da Força Expedicionária Brasileira.

## História

### Papel dos Estados Unidos
Em 1940, depois de expressar sua preocupação ao presidente Franklin D. Roosevelt sobre a influência nazista na América Latina, Nelson Rockefeller, neto do magnata John D. Rockefeller e posteriormente vice-presidente dos Estados Unidos, foi nomeado para o novo cargo de Coordenador do Inter- Assuntos Americanos (CIAA) no Escritório do Coordenador de Assuntos Interamericanos (OCIAA).   Rockefeller foi encarregado de supervisionar um programa de cooperação dos Estados Unidos com as nações da América Latina para ajudar a elevar o padrão de vida, alcançar melhores relações entre as nações do hemisfério ocidental e combater a crescente influência nazista na região.  Ele facilitou essa forma de diplomacia cultural ao colaborar com o Diretor de Relações Latino-Americanas da rede de rádio CBS, Edmund A. Chester. 
A propaganda antifascista era um grande projeto dos Estados Unidos em toda a América Latina e era dirigido pelo escritório de Rockefeller. Gastou milhões em programas de rádio e filmes, na esperança de alcançar um grande público. As técnicas da Madison Avenue geraram um empurrão no México, especialmente, onde moradores bem informados resistiram à influência pesada dos americanos.  No entanto, o México foi um valioso aliado na guerra. Foi feito um acordo pelo qual 250.000 cidadãos mexicanos residentes nos Estados Unidos serviram nas forças americanas; mais de 1000 foram mortos em combate.  Além da propaganda, grandes somas foram alocadas para apoio e desenvolvimento econômico. No geral, a política de Roosevelt foi um sucesso político, exceto na Argentina, que tolerou a influência alemã e se recusou a seguir o exemplo de Washington até que a guerra praticamente terminasse.  

### Economia
Segundo o autor Thomas M. Leonard, a Segunda Guerra Mundial teve um grande impacto nas economias latino-americanas. Muitos países estavam aumentando os preços de suas exportações para que pudessem se sustentar economicamente.  Após o ataque japonês a Pearl Harbor em 7 de dezembro de 1941, a maior parte da América Latina rompeu relações com as potências do Eixo ou declarou guerra a elas. Como resultado, muitas nações (incluindo toda a América Central, República Dominicana, México, Chile, Peru, Argentina e Venezuela) de repente descobriram que agora dependiam dos Estados Unidos para o comércio. A alta demanda dos Estados Unidos por determinados produtos e commodities durante a guerra distorceu ainda mais o comércio. Por exemplo, os Estados Unidos queriam toda a platina produzida na Colômbia, todo o cobre do Chile e todo o algodão do Peru. As partes concordaram em estabelecer preços, muitas vezes com um prêmio alto, mas as várias nações perderam a capacidade de barganhar e negociar no mercado aberto.
A escassez de bens de consumo e outros produtos também foi um problema durante os anos de guerra. As demandas da indústria bélica americana e a escassez de remessas fizeram com que muitos produtos ficassem indisponíveis na América Latina, e assim os preços dos que estavam disponíveis aumentaram. A gasolina e outros derivados de petróleo eram caros e difíceis de obter. A escassez de alimentos era um problema nas cidades. Em última análise, todos esses fatores resultaram em inflação. 
A maior parte da América Latina usou a guerra a seu favor ao ficar do lado dos Estados Unidos e receber ajuda. O Peru, no entanto, foi uma exceção. No Peru, o governo colocou controles de preços em vários produtos; portanto, suas reservas estrangeiras não aumentaram tanto quanto alguns dos outros estados latino-americanos e perdeu capital extremamente necessário. A Argentina, apesar de suas inclinações pró-alemãs e sua hostilidade para com os Estados Unidos, se saiu muito bem com o rápido crescimento do comércio. O Panamá também se beneficiou economicamente, principalmente por causa do aumento do tráfego de navios e mercadorias que passavam pelo canal.
O México e a Venezuela, ricos em petróleo, se beneficiaram do preço elevado do petróleo. O México conseguiu alavancar termos favoráveis em um acordo com empresas petrolíferas americanas e europeias para a nacionalização de sua indústria petrolífera em 1938. O presidente mexicano Manuel Ávila Camacho aproveitou a situação para melhorar a posição de barganha do México com os Estados Unidos em geral. 

### Lend-Lease
Sob o Lend-Lease, a América Latina recebeu aproximadamente US$ 400 milhões em materiais bélicos em troca de bases militares e auxiliando na defesa do Hemisfério Ocidental. 
De todas as nações latino-americanas, o Brasil foi o que mais se beneficiou da ajuda do Lend-Lease, principalmente por causa de sua posição geográfica no canto nordeste da América do Sul, que permitia o patrulhamento entre a América do Sul e a África Ocidental, além de fornecer uma balsa ponto para a transferência de materiais de guerra de fabricação americana para os Aliados que lutavam no norte da África, mas também porque era vista como uma possível rota de invasão alemã que precisava ser defendida. Novos e favoráveis tratados comerciais foram assinados com os Estados Unidos, fornecendo empréstimos e ajuda militar. Mais importante foi a queda na competição pela indústria manufatureira brasileira. O Brasil recebeu três quartos da assistência Lend-Lease distribuída na América Latina. O Equador recebeu alguns, principalmente para a construção de uma base aérea em Galápagos. A Colômbia e a República Dominicana receberam fundos do Lend-Lease para modernizar suas forças armadas para que pudessem ajudar na defesa do Canal do Panamá e das rotas marítimas do Caribe. 
Em contraste, a Argentina e o Chile receberam muito pouca ajuda militar, porque durante a maior parte da guerra nenhum dos dois se curvou às exigências americanas - eles cortaram relações com as potências do Eixo. O Peru recebeu alguma ajuda, mas em 1943 a costa oeste da América do Sul havia perdido todo o significado estratégico, estando tão longe dos principais teatros da guerra, encerrando a justificativa para o envio de armamentos Peru Lend-Lease. Estados da América Central tiveram destino semelhante. Em 1943, a Rodovia Pan-Americana, construída pelos Estados Unidos para fins de defesa, deixou de ser uma prioridade, e assim as obras da estrada, assim como a ajuda militar, foram interrompidas. 
De acordo com Leonard, Lend-Lease mudou o equilíbrio de poder na América Latina e "reacendeu velhas rivalidades". O governo chileno, por exemplo, estava muito preocupado com a falta de assistência militar, não por medo de um ataque das forças do Eixo, mas porque temia que a Bolívia e o Peru tentassem usar suas armas recém-adquiridas para retomar territórios perdidos para o Chile sessenta anos antes durante a Guerra do Pacífico. O Equador também estava cauteloso porque, no final da Guerra peruano-equatoriana em 1941, havia perdido para o Peru. Finalmente, a Argentina foi ameaçada por seu antigo rival, o Brasil, que teve várias guerras após a independência, todas vencidas pelo Brasil em grande parte devido ao acesso deste último ao moderno armamento americano. Leonard diz que o presidente argentino Juan Perón chegou ao poder em parte afirmando que "corrigiria essa mudança de status militar". 

### Atividade do Eixo

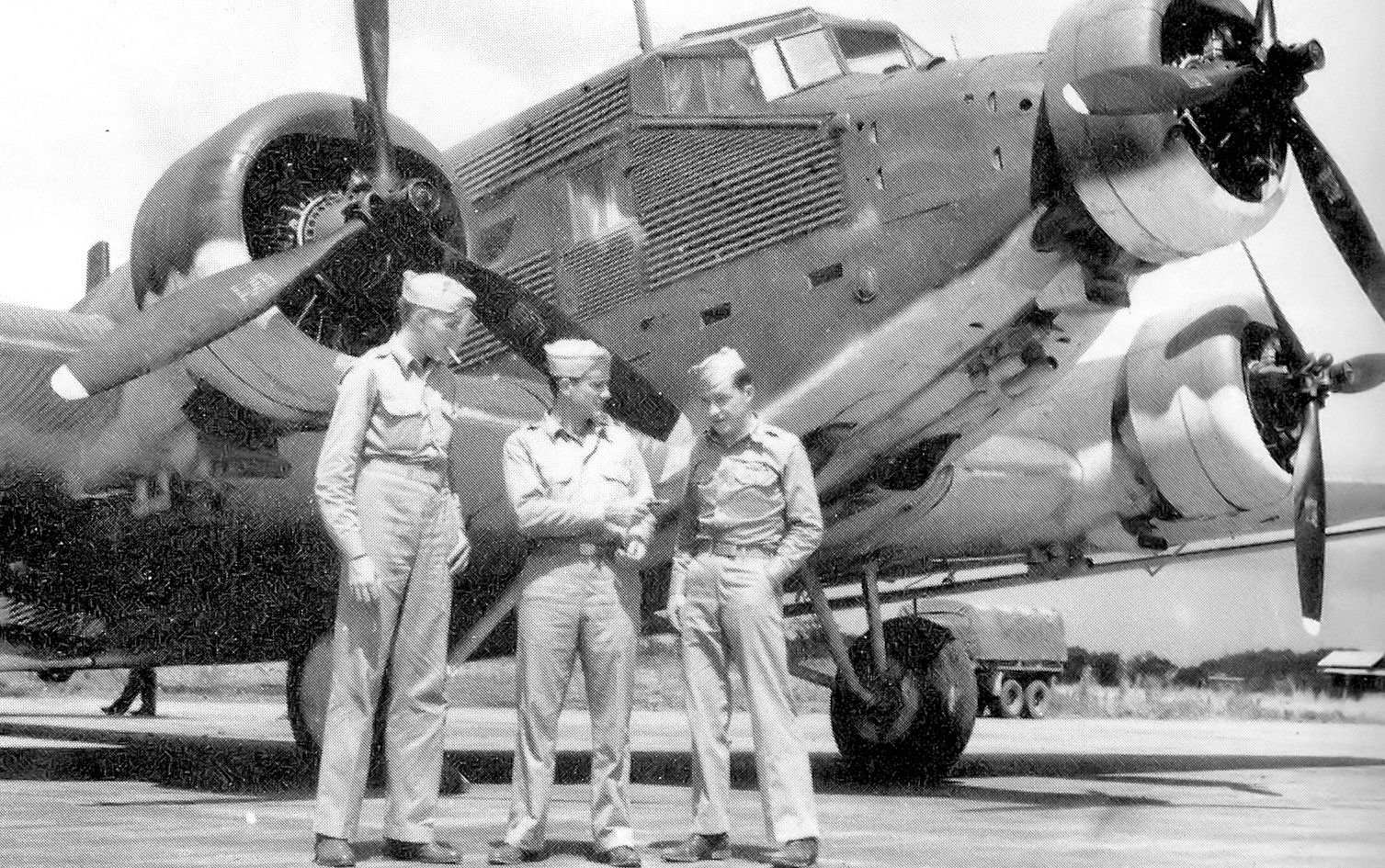
Um Junkers Ju 52/3m alemão, que foi confiscado pelo Peru e transferido para as Forças Aéreas do Exército dos Estados Unidos como prêmio de guerra, em Howard Field, Panamá, no final de 1942.

No início da Segunda Guerra Mundial, o fascismo era visto como uma alternativa positiva por alguns líderes e grupos latino-americanos que ficaram impressionados com o alemão Adolf Hitler, o italiano Benito Mussolini, o imperador japonês Hirohito, o espanhol Francisco Franco (embora a Espanha tenha permanecido neutra durante a guerra) e os ditadores das Potências do Eixo menores. O presidente Rafael Trujillo, da República Dominicana, por exemplo, admirava Hitler por seu estilo e seus comícios militaristas. Opiniões semelhantes foram defendidas por Jorge Ubico, Tiburcio Carias Andino e Maximiliano Hernández Martínez, os ditadores da Guatemala, Honduras e El Salvador, respectivamente. Segundo Leonard, no Brasil, Argentina e Chile, o forte senso de unidade e propósito criado pelo fascismo era bastante atraente. Todas as três nações tinham um influente partido político fascista. Os integralistas brasileiros usavam botas de cano alto e camisas militares verdes e eram admiradores declarados de Mussolini. 
Nos anos pré-guerra, os alemães também desfrutaram de uma crescente penetração econômica usando acordos comerciais binacionais estritos para garantir que o relacionamento econômico com várias nações latino-americanas fosse igual. Brasil, México, Guatemala, Costa Rica e República Dominicana tinham acordos comerciais com a Alemanha Nazista. O comércio do Brasil com a Alemanha, por exemplo, dobrou entre 1933, quando Hitler chegou ao poder, e 1938, um ano antes do início da guerra. Em 1938, a contribuição da América do Sul para as importações alemãs aumentou de 7,7% para 12,8%. 
Com o início da guerra em setembro de 1939, o comércio entre a América Latina e os estados do Eixo cessou quase completamente em face do bloqueio da Marinha Real; prejudicando as economias latino-americanas em vários graus. Na maioria dos casos, os Estados Unidos foram o único país capaz de substituir o Eixo como parceiro comercial. 
Quase todos os estados latino-americanos tiveram que responder à atividade de espionagem do Eixo. O México e, em menor medida, o Brasil, cooperaram com os Estados Unidos no fechamento das células do Eixo. Chile e Argentina, por outro lado, permitiram que agentes do Eixo operassem em seus países durante a maior parte da guerra, o que foi uma fonte de discórdia considerável entre as duas nações e os Estados Unidos. Muitos dos estados latino-americanos também tiveram que lidar com um grande número de imigrantes dos países do Eixo. A Colômbia, por exemplo, tinha uma população de cerca de 4.000 imigrantes alemães em 1941, além de uma pequena aldeia de fazendeiros japoneses em Cauca. Muitos dos alemães na Colômbia estavam envolvidos na indústria de transporte aéreo como funcionários do SCADTA, então os Estados Unidos estavam preocupados com a possibilidade de eles estarem envolvidos em espionagem ou mesmo em conspirar para converter aeronaves civis em bombardeiros para um ataque contra o Canal do Panamá. Como resultado, o governo dos Estados Unidos pressionou a Colômbia a monitorar e internar os imigrantes ou, em alguns casos, deportá-los para os Estados Unidos. O mesmo ocorreu também em outros países latino-americanos. 
A ameaça de espionagem alemã e espanhola era muito mais real. Durante grande parte da guerra, os alemães operaram redes de espionagem em todos os países mais proeminentes da região, incluindo Argentina, Chile, Paraguai, Brasil, Cuba, México e outros. A Operação Bolívar, como era chamada, centrava-se em comunicações de rádio clandestinas de sua base na Argentina a Berlim, na Alemanha, mas também utilizava navios mercantes espanhóis para o envio de inteligência em papel de volta à Europa. Este último foi possível devido à cooperação espanhola com as agências de inteligência alemãs durante a guerra. Embora a Argentina e o Chile tenham eventualmente "reprimido" os agentes do Eixo que operavam em seus países no início de 1944, algumas atividades de Bolívar continuaram até o fim da guerra europeia em maio de 1945.  
Além da espionagem e sabotagem alemã na América Latina, os Estados Unidos também se preocupavam com a propaganda nazista. Por exemplo, a embaixada da Alemanha na Cidade da Guatemala serviu como centro de distribuição da propaganda nazista na América Central. Antes do início da guerra em 1939, a propaganda enfocava a superioridade dos produtos manufaturados alemães e afirmava que a Alemanha era o centro de pesquisa científica, porque tinha o "sistema educacional mais avançado do mundo". Entre setembro de 1939 e o final de 1943, a propaganda concentrou-se nas vitórias alemãs e na superioridade de seu equipamento militar. Da Guatemala, a propaganda chegava às embaixadas alemãs em outros países, muitas vezes como pacotes a bordo da companhia aérea salvadorenha TACA. 

### Relações soviéticas–latino-americanas
A invasão de Hitler em junho de 1941 provocou apoio e ajuda à União Soviética em muitos países da América Latina, geralmente organizados por meio de organizações voluntárias ou sindicatos. Cuba despachou 40.000 charutos para o Exército Vermelho e em outubro de 1942 tornou-se o primeiro país latino-americano a estender o reconhecimento diplomático à URSS. A guerra levou a um degelo diplomático de forma mais geral: em 1945, 11 estados latino-americanos, incluindo Colômbia, Chile, Argentina e as repúblicas da América Central, haviam normalizado as relações com Moscou. 
Ao final da Segunda Guerra Mundial na Europa, o presidente mexicano Manuel Ávila Camacho declarou: 

Ao saber da derrota final do exército alemão, eu, junto com meu país, lembramos dos esforços admiráveis do heróico povo soviético durante os anos de luta contra as tropas fascistas.Original (em castelhano): "Al enterarme del retroceso definitivo del Ejército alemán recuerdo junto com mi país los esfuerzos admiráveis del heroico pueblo soviético durante los años de la lucha contra las tropas fascistas." (em castelhano)

### Impactos regionais

#### Brasil na Segunda Guerra Mundial
Após a Primeira Guerra Mundial, em que o Brasil era aliado dos Estados Unidos, Grã-Bretanha e França, o país percebeu que precisava de um exército mais capaz, mas não tinha tecnologia para criá-lo. Em 1919, a Missão Militar Francesa foi estabelecida pela Comissão Francesa no Brasil. Seu principal objetivo era conter rebeliões internas no Brasil. Eles tentaram ajudar o exército elevando-o ao padrão militar europeu, mas constantes missões civis não os prepararam para a Segunda Guerra Mundial. O presidente do Brasil, Getúlio Vargas, queria industrializar o Brasil e torná-lo mais competitivo com outros países. Ele estendeu a mão para a Alemanha, Itália, França e Estados Unidos como aliados comerciais. Muitos italianos e alemães imigraram para o Brasil muitos anos antes da Segunda Guerra Mundial, que criou uma influência nazista. Os imigrantes ocupavam altos cargos no governo e nas forças armadas.

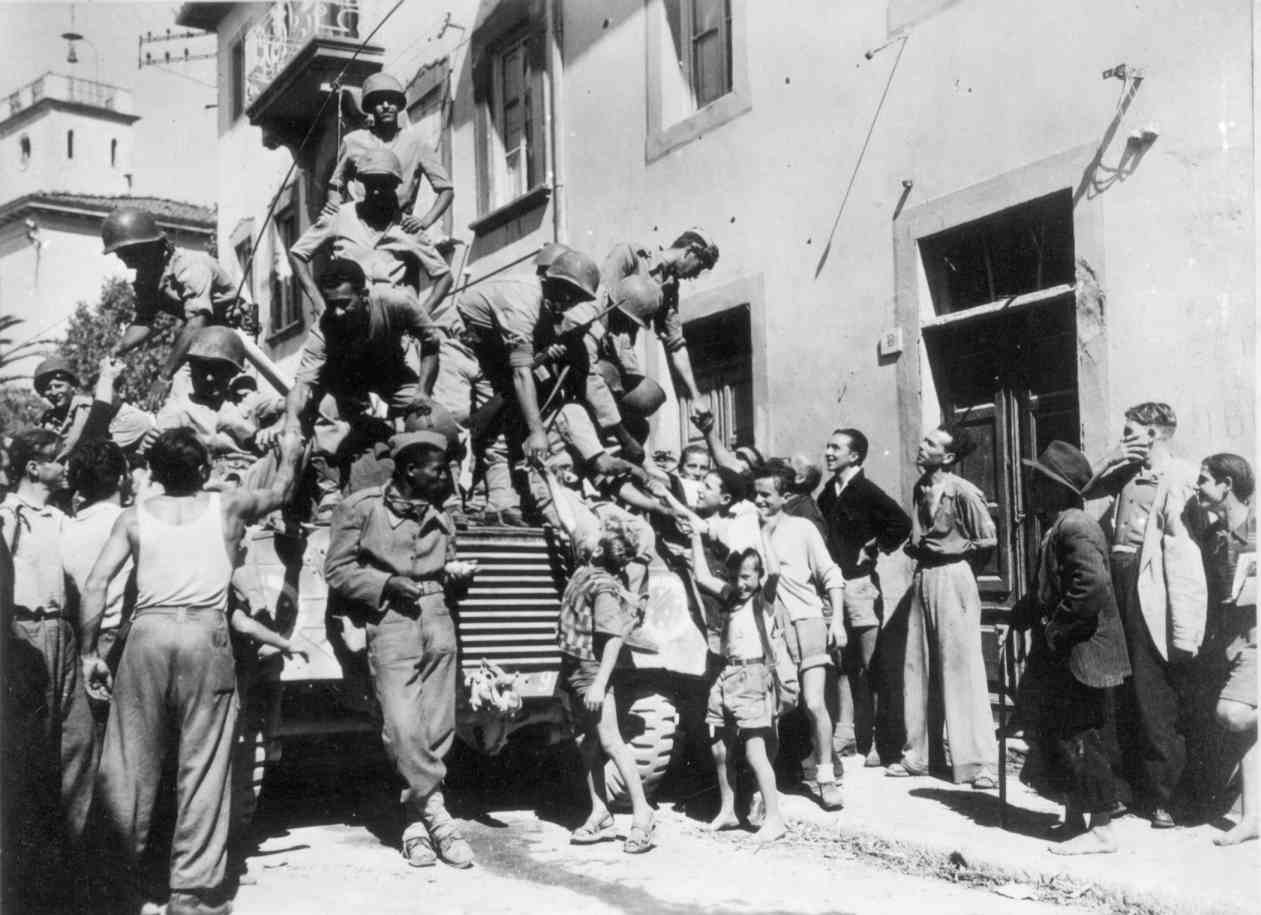
Soldados brasileiros cumprimentam civis italianos na cidade de Massarosa, em setembro de 1944. O Brasil foi o único país latino-americano independente a enviar tropas terrestres para lutar na Segunda Guerra Mundial.

O Brasil permaneceu neutro durante o Período entreguerras, mas participou de reuniões continentais em Buenos Aires, Argentina (1936); Lima, Peru (1938); e Havana, Cuba (1940) que os obrigou a concordar em defender qualquer parte das Américas caso fossem atacados. O Brasil parou de negociar com a Alemanha quando a Alemanha começou a atacar navios comerciais offshore, resultando na Alemanha declarando um bloqueio contra as Américas no Oceano Atlântico. Depois que submarinos alemães atacaram navios mercantes brasileiros desarmados, o presidente Vargas se reuniu com Roosevelt para discutir como retaliar. Em 22 de janeiro de 1942, o Brasil encerrou oficialmente todas as relações com a Alemanha, Japão e Itália, e se juntou aos Aliados.
A Força Expedicionária Brasileira foi enviada a Nápoles, na Itália, para lutar ao lado das Potências Aliadas. O Brasil foi o único país latino-americano a enviar tropas para a Europa. Inicialmente, o Brasil queria apenas fornecer recursos e abrigo para a guerra para ter chance de ganhar um alto status no pós-guerra, mas acabou enviando 25.000 homens para lutar.  No entanto, não era segredo que Vargas admirava a Alemanha Nazista de Hitler e seu Führer. Ele até deixou a Luftwaffe alemã construir forças aéreas secretas em todo o Brasil. A aliança com a Alemanha tornou-se a segunda melhor aliança comercial do Brasil depois dos Estados Unidos. 
No pós-guerra, nove mil criminosos de guerra fugiram para a América do Sul, incluindo croatas, ucranianos, russos e outros europeus que ajudaram a máquina de guerra nazista. A maioria, talvez até 5.000, foi para a Argentina; entre 1.500 e 2.000 podem ter chegado ao Brasil; cerca de 500 a 1.000 para o Chile; e o restante para Paraguai e Uruguai. 
Após a Segunda Guerra Mundial, os Estados Unidos e a América Latina continuaram a ter um relacionamento próximo. Por exemplo, a USAID criou programas de planejamento familiar na América Latina combinando as ONGs já existentes, proporcionando às mulheres em áreas predominantemente católicas acesso à contracepção. 

#### México e a Segunda Guerra Mundial

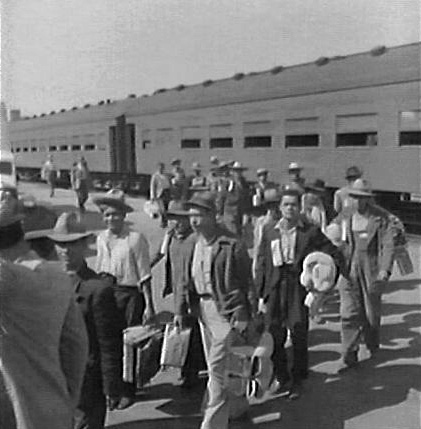
Os primeiros Braceros chegam a Los Angeles, 1942.

Em 1941, o México tinha um relacionamento muito mais amigável com os Estados Unidos em comparação com a Primeira Guerra Mundial, onde o país tinha uma atitude mais visivelmente pró-alemã. O México cortou relações diplomáticas com o Japão um dia após o ataque a Pearl Harbor. Três dias depois do ataque, fez o mesmo com a Alemanha e a Itália. 
O México entrou na Segunda Guerra Mundial em resposta aos ataques alemães aos navios mexicanos. O Potrero del Llan , originalmente um navio-tanque italiano, foi apreendido no porto pelo governo mexicano em abril de 1941 e renomeado para uma região de Veracruz. Foi atacado e paralisado pelo German submarine U-564 em 13 de maio de 1942. O ataque matou 13 dos 35 tripulantes.  Em 21 de maio de 1942, um segundo petroleiro, o Faja de Oro, também um navio italiano apreendido, foi atacado e afundado pelo submarino alemão. U-160, matando 10 dos 37 tripulantes.  Em resposta ao torpedeamento dos dois navios, o México declararia guerra em 30 de maio de 1942  à Alemanha, Itália e Japão. 
Grande parte da contribuição do México para a guerra veio por meio de um acordo em janeiro de 1942 que permitia que cidadãos mexicanos que viviam nos Estados Unidos ingressassem nas forças armadas americanas. Cerca de 250.000 mexicanos serviram dessa maneira.  No último ano da guerra, o México enviou um esquadrão aéreo para servir sob a bandeira mexicana: o Escuadrón Aéreo de Pelea 201 (201º Esquadrão de Caça) da Força Aérea Mexicana, que combateu nas Filipinas na guerra contra o Japão Imperial.  O México foi o único país latino-americano a enviar tropas para o teatro de guerra da Ásia-Pacífico. Além dos militares, dezenas de milhares de mexicanos foram contratados como trabalhadores agrícolas nos Estados Unidos durante os anos de guerra por meio do programa Bracero, que continuou e se expandiu nas décadas posteriores à guerra. 
A Segunda Guerra Mundial ajudou a desencadear uma era de rápida industrialização conhecida como o Milagre Mexicano.  O México forneceu aos Estados Unidos mais matérias-primas estratégicas do que qualquer outro país, e a ajuda americana estimulou o crescimento da indústria.  O presidente Ávila conseguiu usar o aumento da receita para melhorar o crédito do país, investir em infraestrutura, subsidiar alimentos e aumentar os salários. 

#### Segunda Guerra Mundial e Caribe

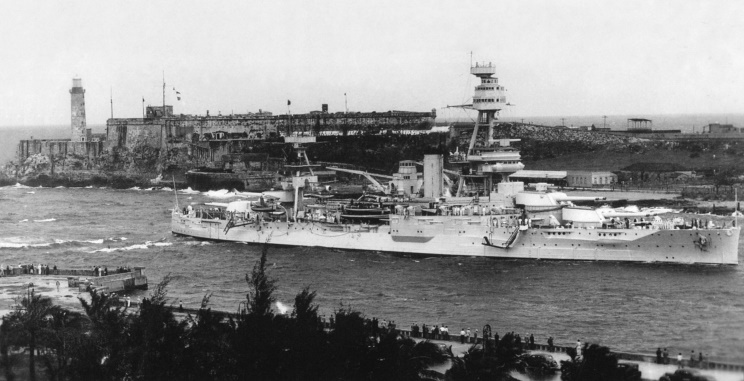
Com o Castillo del Morro ao fundo, o USS Texas navega para o porto de Havana, em fevereiro de 1940.

O presidente Federico Laredo Brú liderou Cuba quando a guerra estourou na Europa, embora o poder real pertencesse a Fulgencio Batista como chefe do Estado-Maior do exército.  Em 1940, Brú negou a entrada de 900 refugiados judeus que chegaram a Havana a bordo do MS St. Louis. Depois que os Estados Unidos e o Canadá também se recusaram a aceitar os refugiados, eles voltaram para a Europa, onde muitos acabaram sendo assassinados no Holocausto.  Batista tornou-se presidente por direito próprio após a eleição de 1940. Ele cooperou com os Estados Unidos à medida que se aproximava da guerra contra o Eixo. Cuba declarou guerra ao Japão em 8 de dezembro de 1941 e à Alemanha e Itália em 11 de dezembro do mesmo ano. 
Cuba foi um participante importante na Batalha do Caribe e sua marinha ganhou reputação de habilidade e eficiência. A marinha escoltou centenas de navios aliados em águas hostis, voou milhares de horas em comboios e patrulhas e resgatou mais de 200 vítimas de ataques de submarinos alemães no mar. Seis navios mercantes cubanos foram afundados por submarinos, tirando a vida de cerca de oitenta marinheiros. Em 15 de maio de 1943, um esquadrão de caçadores de submarinos cubanos afundou o submarino alemão U-176 perto de Cayo Blanquizal.  Cuba recebeu milhões de dólares em ajuda militar americana por meio do programa Lend-Lease, que incluía bases aéreas, aeronaves, armas e treinamento.  A estação naval dos Estados Unidos na Baía de Guantánamo também serviu de base para comboios que passavam entre o território continental dos Estados Unidos e o Canal do Panamá ou outros pontos do Caribe. 
A República Dominicana declarou guerra à Alemanha e ao Japão após o ataque a Pearl Harbor e a declaração de guerra nazista aos EUA. Não contribuiu diretamente com tropas, aeronaves ou navios, porém 112 dominicanos ingressaram no exército dos Estados Unidos e lutaram na guerra.  Em 3 de maio de 1942, submarino alemão U-125 afundou o navio dominicano San Rafael com um torpedo e 32 tiros do canhão do convés 50 milhas a oeste da Jamaica; um foi morto, mas 37 sobreviveram. Em 21 de maio de 1942, o U-156 afundou o navio dominicano Presidente Trujillo ao largo de Fort-de-France, Martinica; 24 foram mortos, 15 sobreviveram.  Rumores de dominicanos pró-nazistas abastecendo submarinos alemães com comida, água e combustível abundaram durante a guerra. 

### Passaportes Judaicos-El Salvador
Enquanto os judeus tentavam escapar do exílio nas potências do Eixo, o coronel José Castellanos Contreras, cônsul-geral salvadorenho em Genebra, na Suíça, salvou 40.000 judeus fornecendo-lhes passaportes salvadorenhos que poderiam ser usados como forma de asilo político. No entanto, esta foi uma parte muito discreta e não reconhecida da contribuição de El Salvador na Segunda Guerra Mundial 

### Vôo nazista pós-guerra

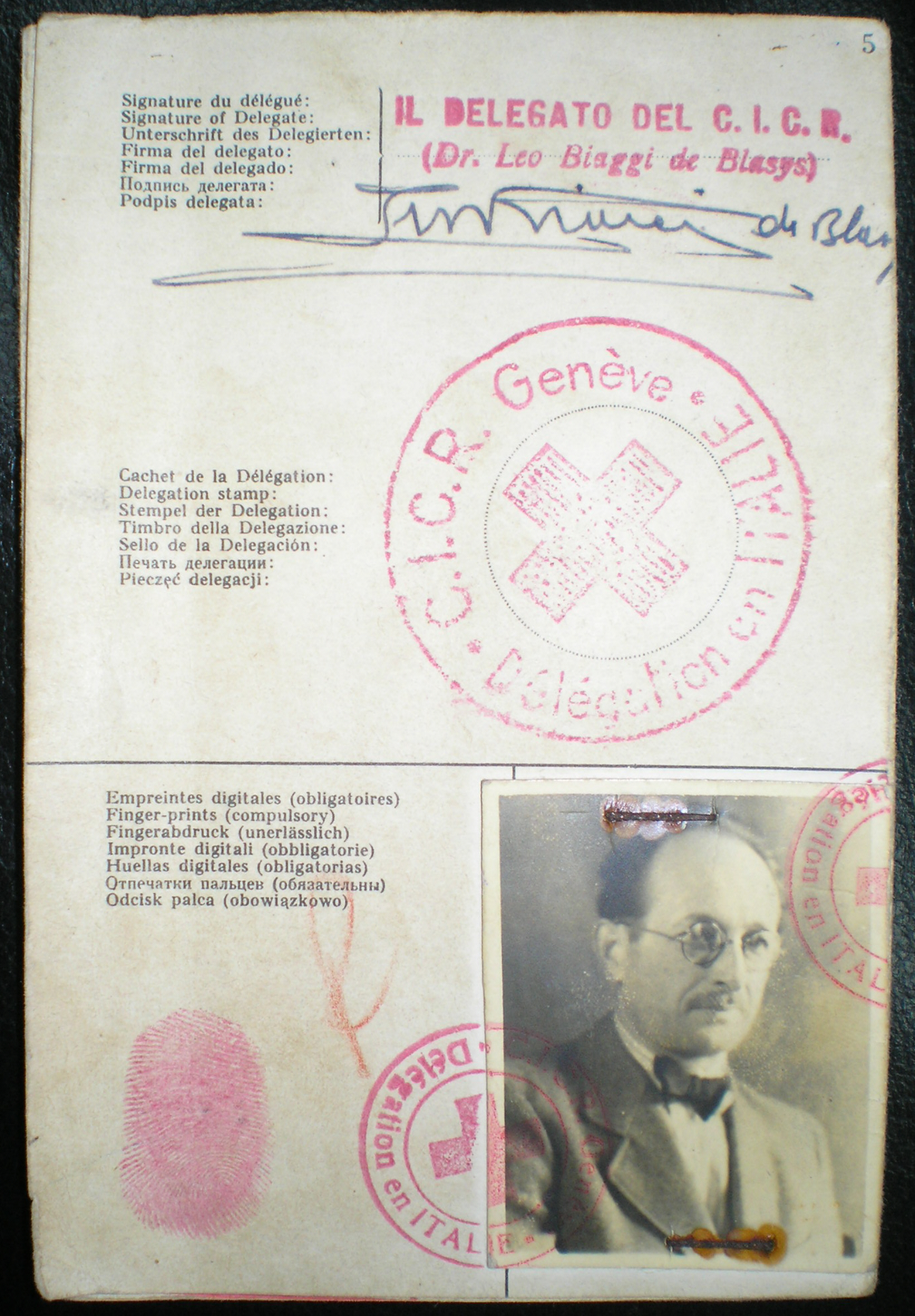
Passaporte falso do nazista Adolf Eichmann em nome de Ricardo Klement, emitido pela Cruz Vermelha na Suíça por um oficial italiano. Eichmann entrou na Argentina com este nome

Logo após a Segunda Guerra Mundial e a derrota do fascismo, muitos nazistas e outros fascistas escaparam da Europa para a América do Sul via ratlines, com a ajuda do Vaticano. A Argentina era um destino preferido, por causa de sua grande população alemã e do governo pró-alemão de Juan Domingo Perón.  Os proeminentes nazistas Adolf Eichmann e Josef Mengele conseguiram fugir da Europa para lá. Ambos viveram sem ser detectados por anos, com Mengele morrendo no Brasil. A inteligência israelense rastreou Eichmann, vivendo sob um nome falso, e o sequestrou e o levou a Israel para ser julgado. Ele foi executado. 

## Galeria

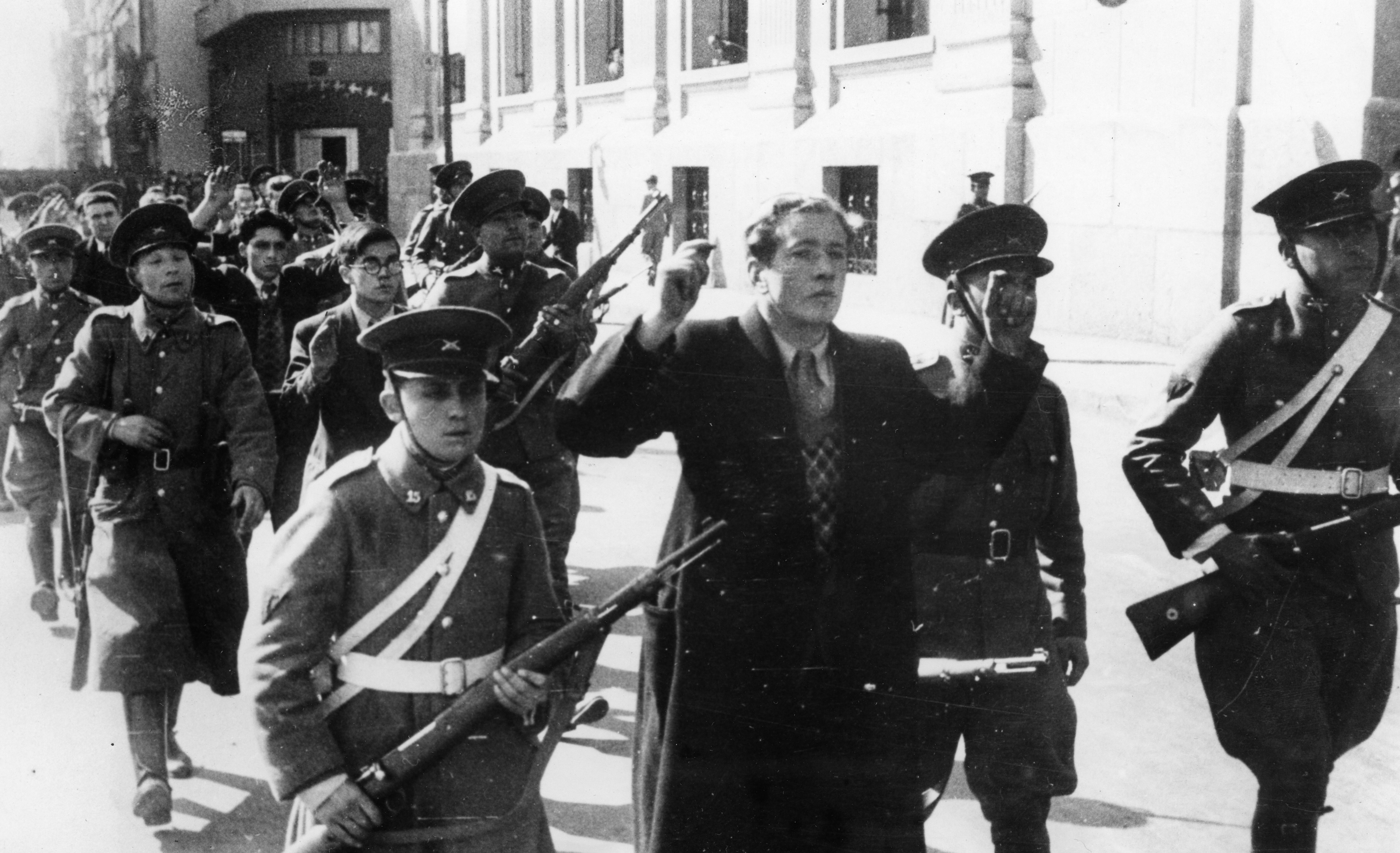
Polícia nacional escoltando membros do Movimento Nacional Socialista do Chile durante a Revolta de Seguro Obrero. Em 5 de setembro de 1938, após quatro horas de combate em Santiago, as autoridades chilenas cercaram e executaram quase sessenta rebeldes que haviam se rendido. Cerca de vinte outros foram mortos durante os combates.
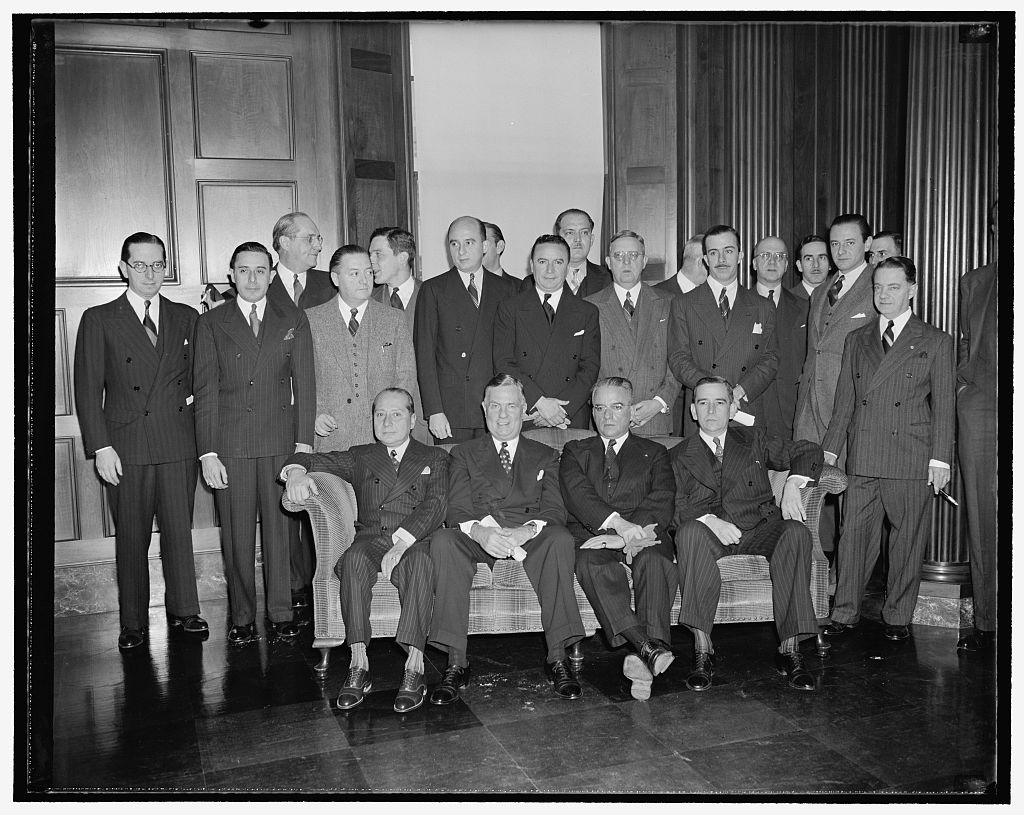
Representantes de governos latino-americanos e varejistas dos Estados Unidos durante uma reunião em Washington, D.C., em 1º de novembro de 1939, para discutir um meio de aumentar o comércio no Hemisfério Ocidental.
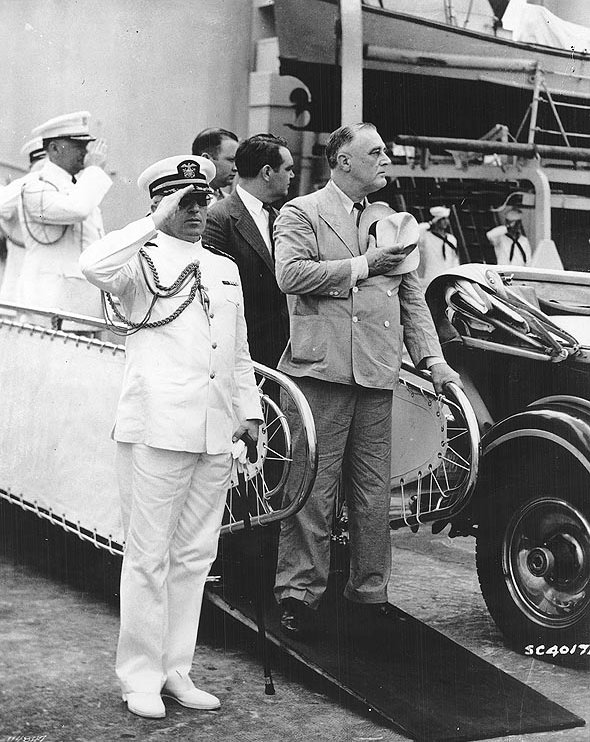
Presidente Roosevelt e seu ajudante naval, capitão Daniel J. Callaghan, desembarcando do USS Tuscaloosa em Gatun Locks, Panamá, em 18 de fevereiro de 1940.
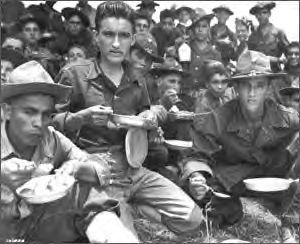
Soldados do 65º Regimento de Infantaria americano em Salinas, Porto Rico, em agosto de 1941.
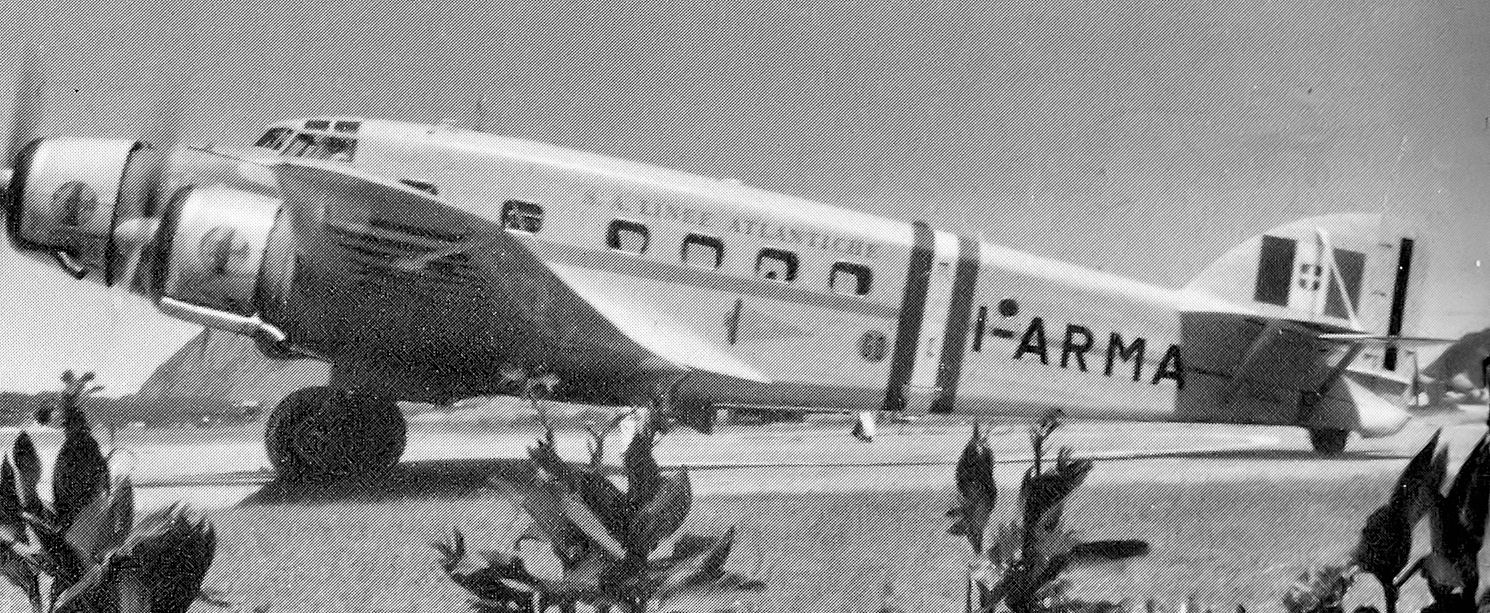
Um avião italiano Savoia-Marchetti SM.81 trimotor em Howard Field em 1942. Esta aeronave, que foi adquirida pelos Estados Unidos da Companhia Aérea Italiana-Latino-Americana (LATI), foi apreendida no Chile por funcionários do governo local e doada a o Exército dos Estados Unidos devido à escassez de transportes na América Central.
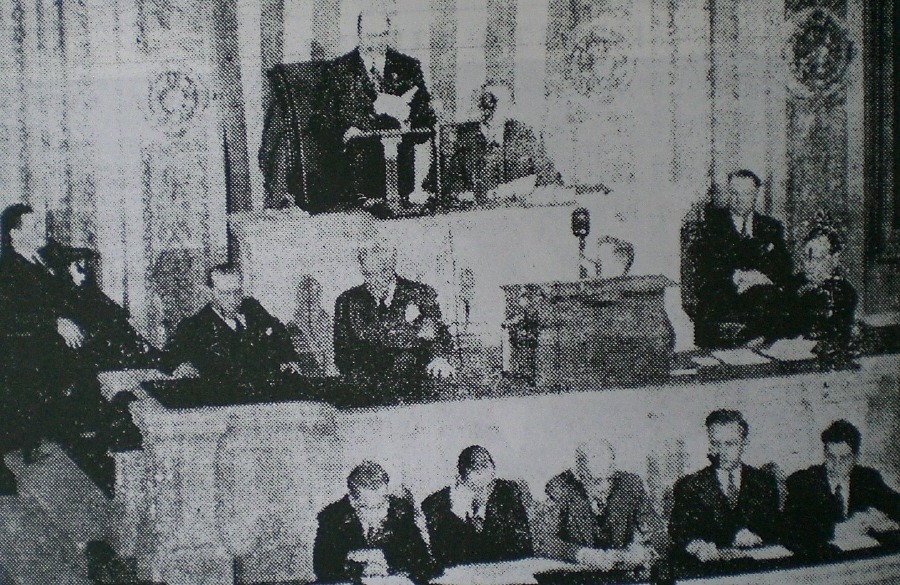
Presidente Isaías Medina Angarita da Venezuela discursando ao Congresso durante sua visita oficial de estado aos Estados Unidos em 1944.
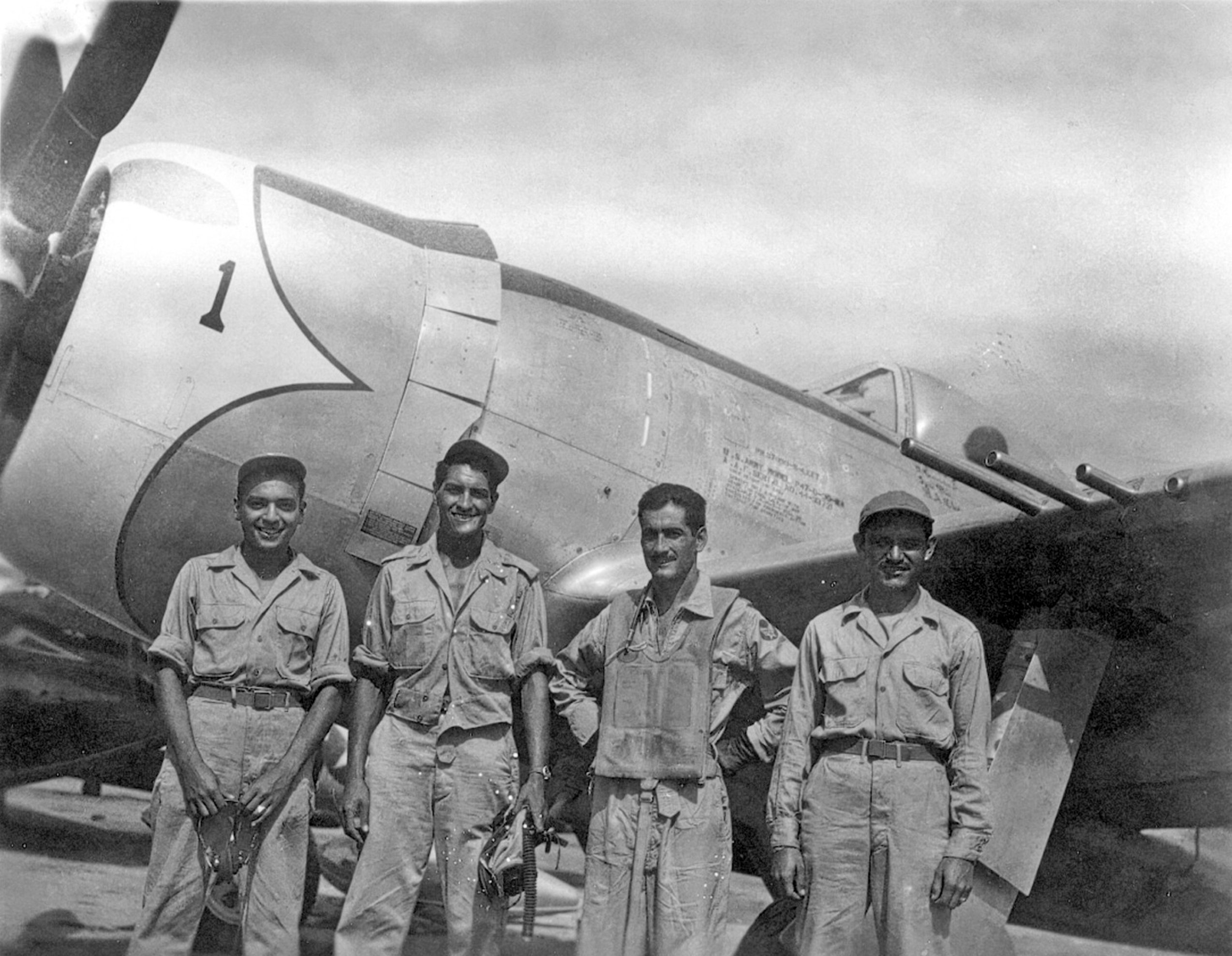
Membros do 201º Esquadrão de Caças Aéreos do México e um P-47 Thunderbolt durante a Campanha das Filipinas em 1945.
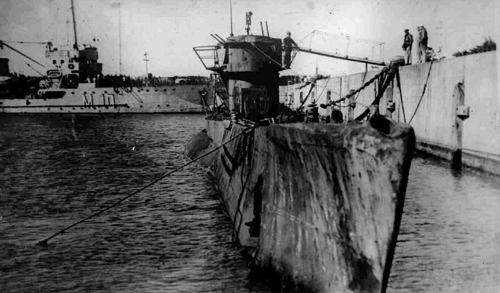
O submarino alemão U-977 atracou em Mar del Plata após sua rendição à Marinha Argentina em agosto de 1945.